# Degenereret mærke
Et degenereret mærke er et mærke, der oprindeligt har haft særpræg for en bestemt vare eller tjenesteydelse, men som i almindeligt sprogbrug er blevet en generisk artsbetegnelse. Kendte eksempler er varemærkerne "mærkat" og "nylon", der i dag er blevet almene betegnelser. Og på britisk engelsk (men ikke på amerikansk engelsk) bruger man "hoover" som almindelig betegnelse for verbet "støvsuge" – men den første Hoover var et amerikansk støvsugermærke.